# Kanton Montmirail (Sarthe)
Der Kanton Montmirail war von 1790 bis 2015 ein französischer Wahlkreis im Arrondissement Mamers, im Département Sarthe und in der Region Pays de la Loire; sein Hauptort war Montmirail.

## Geografie
Der Kanton Montmirail lag im Mittel 174 Meter über dem Meeresspiegel, zwischen 75 Meter in Saint-Maicent und 251 Meter in Gréez-sur-Roc.
Der Kanton lag im äußersten Nordosten des Départements Sarthe an der Grenze zum Département Orne. Im Norden grenzte er zudem an den Kanton La Ferté-Bernard. Seine Ostbegrenzung war gleichzeitig Departementsgrenze zu den Départements Eure-et-Loir und Loir-et-Cher. Im Süden grenzte er an den Kanton Vibraye und im Westen an den Kanton Tuffé.

## Gemeinden
Der Kanton Montmirail bestand aus neun Gemeinden:
| Gemeinde                | Einwohner Jahr | Fläche km² | Bevölkerungsdichte | Code INSEE | Postleitzahl |
| ----------------------- | -------------- | ---------- | ------------------ | ---------- | ------------ |
| Champrond               | 74 (2013)      | 5,98       | 12 Einw./km²       | 72057      | 72320        |
| Courgenard              | 479 (2013)     | 11,32      | 42 Einw./km²       | 72105      | 72320        |
| Gréez-sur-Roc           | 354 (2013)     | 25,38      | 14 Einw./km²       | 72144      | 72320        |
| Lamnay                  | 947 (2013)     | 22,09      | 43 Einw./km²       | 72156      | 72320        |
| Melleray                | 461 (2013)     | 25,9       | 18 Einw./km²       | 72193      | 72320        |
| Montmirail              | 411 (2013)     | 12,53      | 33 Einw./km²       | 72208      | 72320        |
| Saint-Jean-des-Échelles | 255 (2013)     | 10,64      | 24 Einw./km²       | 72292      | 72320        |
| Saint-Maixent           | 738 (2013)     | 22,48      | 33 Einw./km²       | 72296      | 72320        |
| Saint-Ulphace           | 244 (2013)     | 15,98      | 15 Einw./km²       | 72322      | 72320        |

## Bevölkerungsentwicklung
| 1962 | 1968 | 1975 | 1982 | 1990 | 1999 | 2006 |
| ---- | ---- | ---- | ---- | ---- | ---- | ---- |
| 4806 | 4395 | 3921 | 3460 | 3548 | 3696 | 3957 |